# Королевский гриф
Королевский гриф (лат. Sarcoramphus papa) — наиболее пёстро окрашенный вид из семейства американских грифов (Cathartidae). Встречается в Южной Америке и является единственным видом в роде Sarcoramphus. Название этого вида происходит от того, что в поединках с другими грифами за падаль он, как правило, оказывается победителем.

## Внешность
Королевские грифы окрашены в очень яркие, заметные краски. Их лысая голова на темени, у шеи и вокруг глаз красного цвета, а наросты вокруг клюва и задняя часть шеи — оранжево-жёлтые. В районе щёк у него короткая серо-белая перьевая щетина, в то время как нижняя часть шеи окрашена в чёрный цвет. Передняя сторона бело-серая. Размеры королевских грифов могут достигать 85 см, а вес доходит до 4,5 кг. Размах их крыльев составляет около 2 м. Как и все американские грифы, королевский гриф располагает сильным клювом и цепкими лапами.

Голова королевского грифа
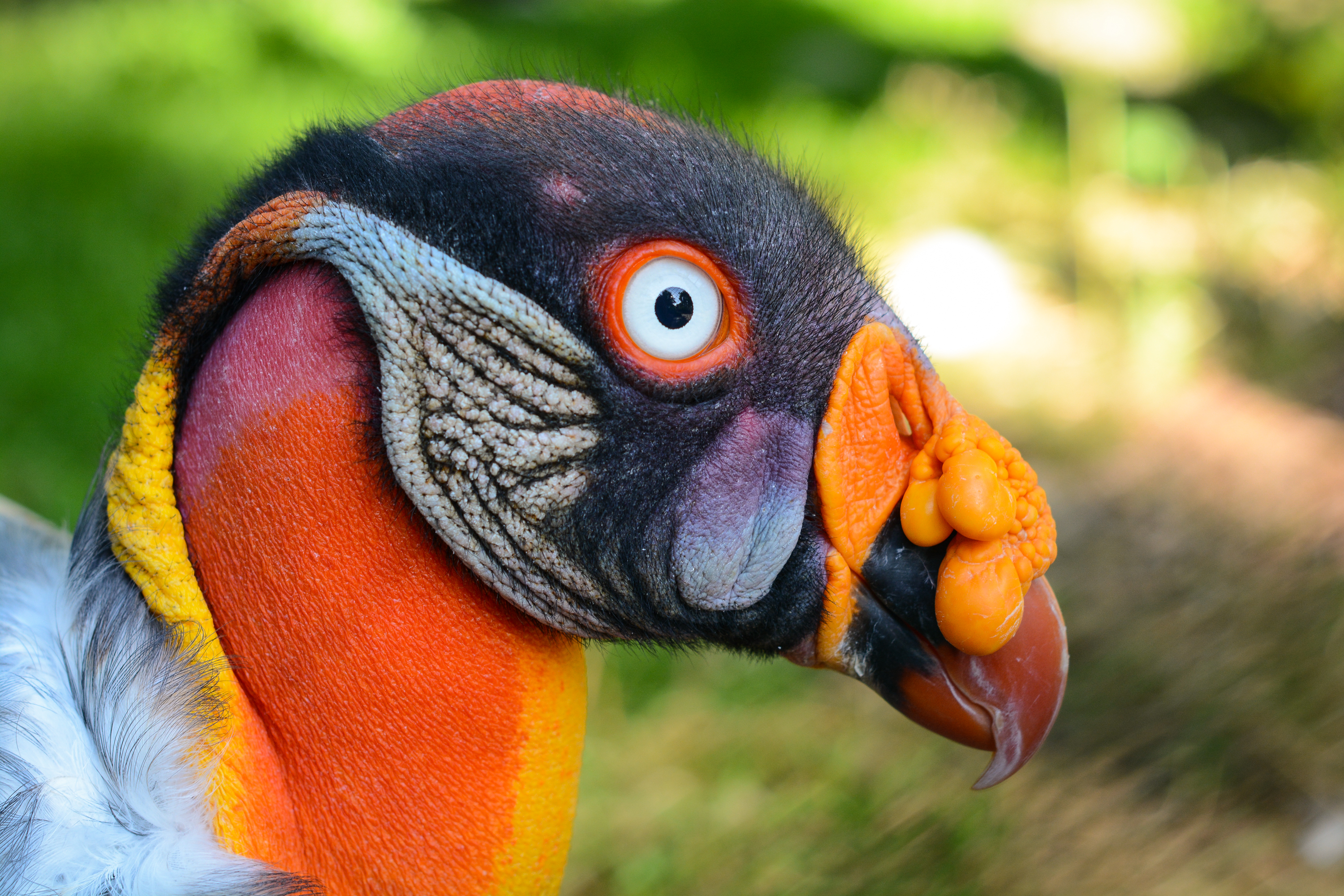
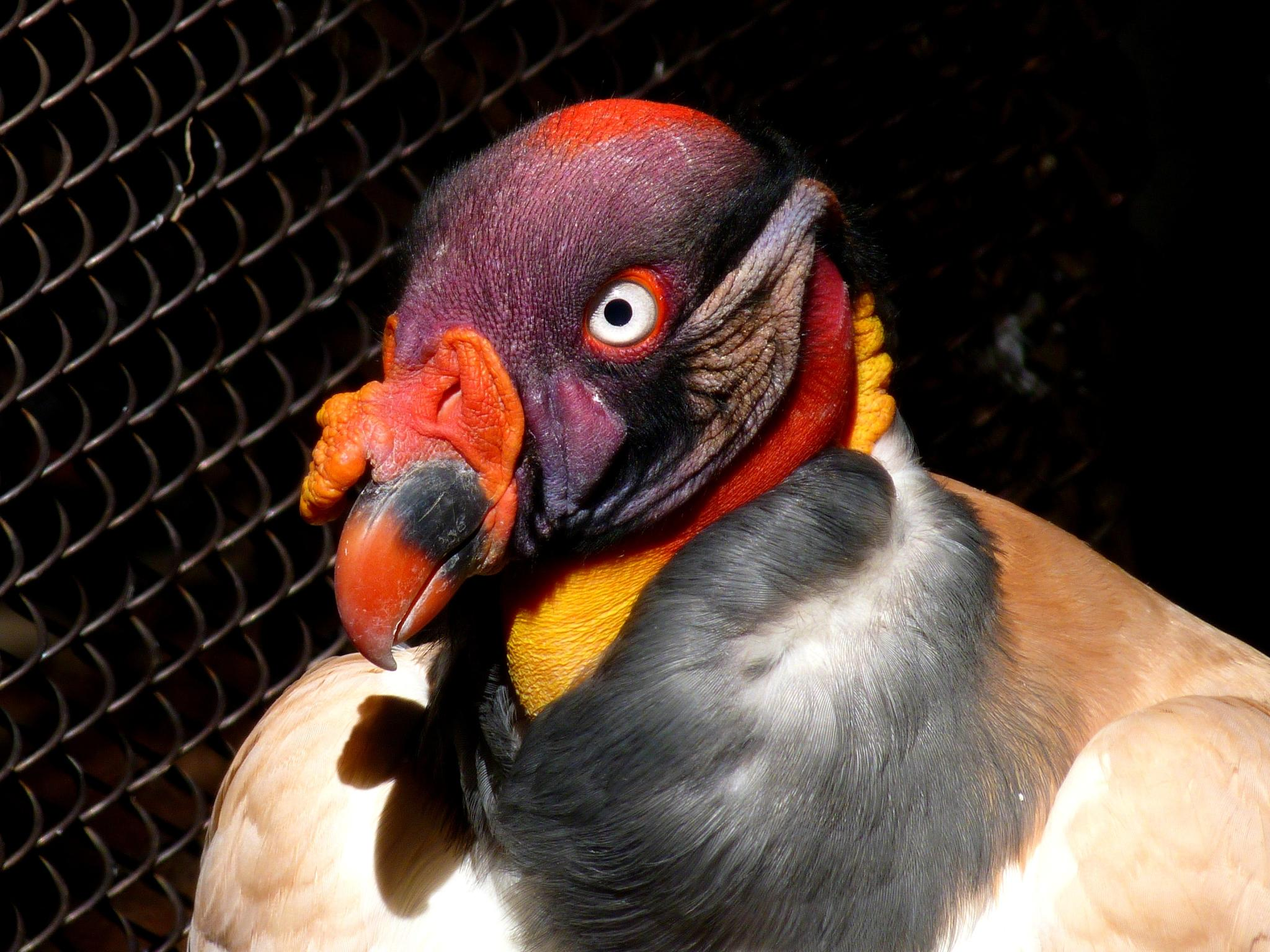
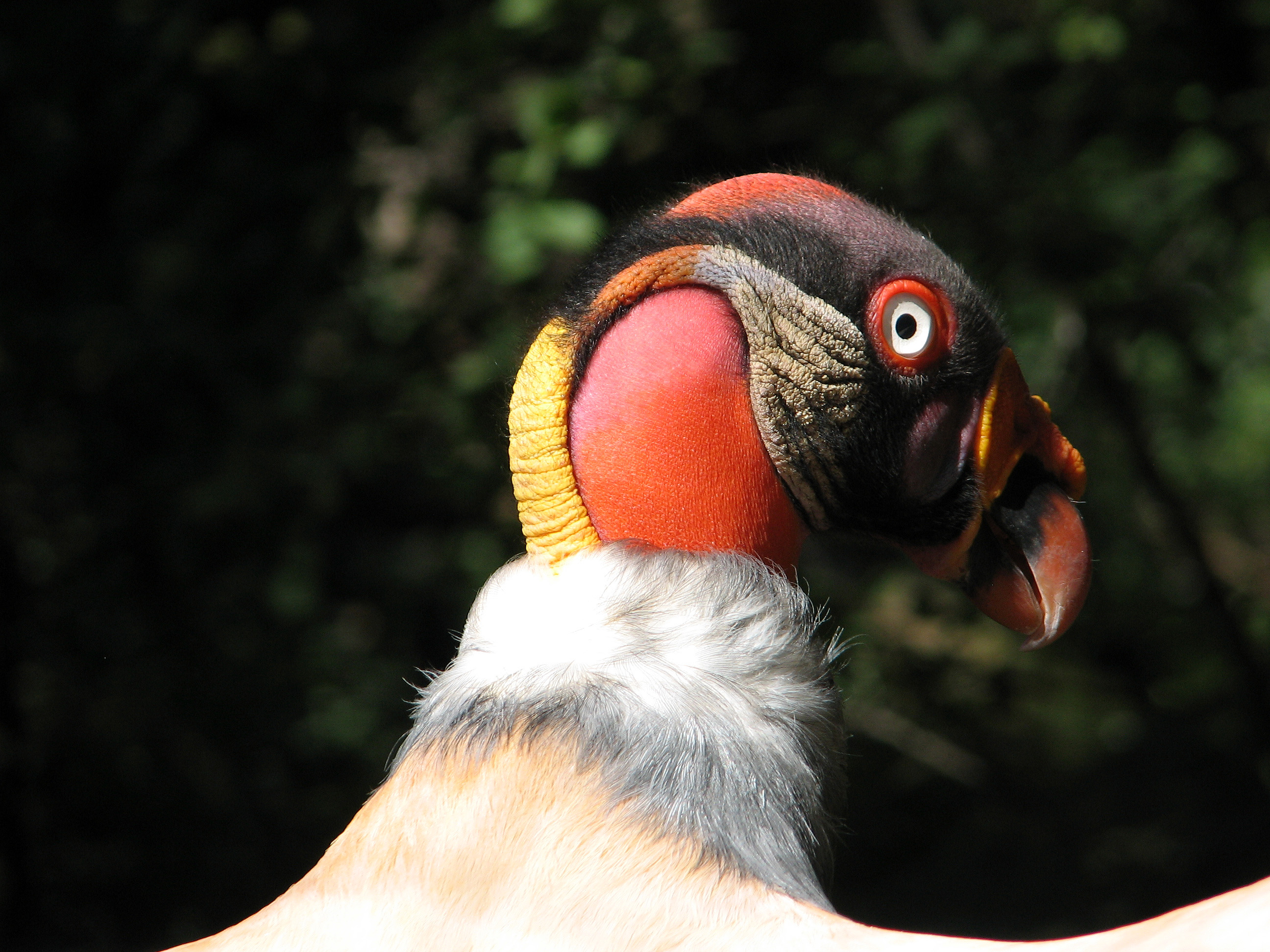

## Поведение и распространение
Хоть королевские грифы и не являются социальными животными, они живут парами и спят по ночам в группах. В дневное время они в поисках пищи часами парят в воздухе, еле двигая крыльями. Высокогорные регионы они избегают и встречаются прежде всего в тропических лесах и саваннах. Ареал королевских грифов тянется от Мексики до севера Аргентины.

## Питание
У королевских грифов хорошо развиты обоняние и зрение. Их пищу составляет помимо рыбы, мелких млекопитающих и змей прежде всего падаль. При обнаружении мёртвого животного они слетаются десятками и прогоняют других грифов или же отнимают их добычу.

## Размножение
Королевские грифы насиживают яйца каждые два года, однако не строят гнёзд, а откладывают яйца в гнилые пни, развилки ветвей или скальные расщелины, которые нередко находятся на высоте до 30 м. В большинстве случаев, самка откладывает одно желтовато-белое яйцо с коричневыми пятнами, изредка за одну кладку откладывается до трёх яиц. После насиживания, в котором участвуют оба родителя и которое длится 55 дней, вылупляется птенец. Он кормится предварительно переваренной пищей из зоба взрослых особей. После пребывания в гнезде, которое длится около 85 дней, молодой королевский гриф его покидает, однако остаётся при родителях ещё от 150 до 600 дней.

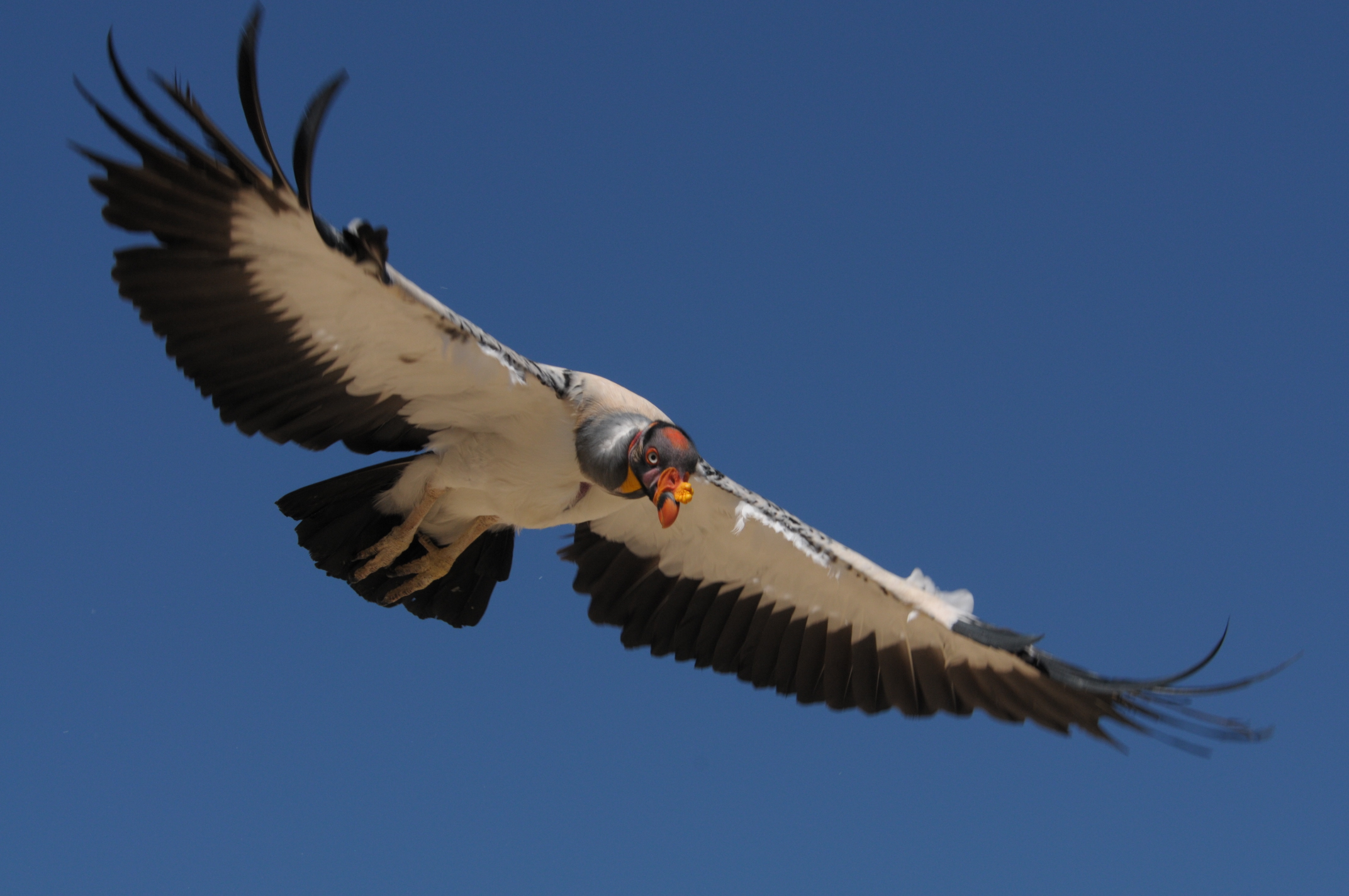
В полёте

## Другие виды
лат. Sarcoramphus sacra или Sarcoramphus papa sacra — предположительно вымерший вид американских грифов. Единственное описание этого вида сделано У. Бартрамом в 1800 году, и, так как больше никто его не встречал, вопрос, существовал ли на самом деле этот гриф, остается неразрешённым.
Уильям Бартрам, американский натуралист, во время своего путешествия по реке Сент-Джонс (штат Флорида), наткнулся на одного из грифов и описал его:

…Красивая птица, размером примерно с грифа-индейку; оперение преимущественно белого или кремового, за исключением маховых перьев крыльев, окрашенных в темно-коричневый цвет…
Клюв был жёлтого цвета, а ноги белого, что и навело ученого на мысль назвать новый вид украшенным.